# Chasseradès
Chasseradès est une ancienne commune française, située dans le département de la Lozère en région Occitanie. Elle a formé le 1er janvier 2017 la commune nouvelle de Mont Lozère et Goulet.
Ses habitants sont appelés les Chasseradois.

## Géographie

### Communes limitrophes
| Saint-Frézal-d'Albuges              | Cheylard-l'Évêque | Luc                   |
| Belvezet (Mont Lozère et Goulet)    | Chasseradès       | La Bastide-Puylaurent |
| Le Bleymard (Mont Lozère et Goulet) | Cubières          | Prévenchères, Altier  |

### Hameaux et lieux-dits
- L'Estampe, dont le nom est orthographié Lestampes sur la carte de Cassini de 1777[2].
- Mirandol avec son viaduc ferroviaire.
- Grossefage
- Daufage
- Prat-Claux
- Chabalier
- Chabaleyret
- Le Mas
- La Rochette Hérals

Situé sur les pentes du mont Goulet à 1240 m d'altitude, Serreméjan est un ancien hameau aujourd'hui désert et en ruines.

## Politique et administration
| Période      | Période                    | Identité           | Étiquette | Qualité  |
| ------------ | -------------------------- | ------------------ | --------- | -------- |
| janvier 2017 | En cours (au 20 juin 2020) | Jean-Marie Boisset |           | Retraité |

## Population et société

### Démographie
L'évolution du nombre d'habitants est connue à travers les recensements de la population effectués dans la commune depuis 1793. À partir du 1er janvier 2009, les populations légales des communes sont publiées annuellement dans le cadre d'un recensement qui repose désormais sur une collecte d'information annuelle, concernant successivement tous les territoires communaux au cours d'une période de cinq ans. 
Pour les communes de moins de 10 000 habitants, une enquête de recensement portant sur toute la population est réalisée tous les cinq ans, les populations légales des années intermédiaires étant quant à elles estimées par interpolation ou extrapolation. Pour la commune, le premier recensement exhaustif entrant dans le cadre du nouveau dispositif a été réalisé en 2008,.
En 2014, la commune comptait 144 habitants, en évolution de −8,86 % par rapport à 2009 (Lozère : −1,04 %, France hors Mayotte : +2,49 %).
| 1793 | 1800 | 1806  | 1821 | 1831 | 1836 | 1841 | 1846 | 1851 |
| ---- | ---- | ----- | ---- | ---- | ---- | ---- | ---- | ---- |
| 795  | 857  | 1 215 | 844  | 816  | 781  | 780  | 810  | 801  |

| 1856 | 1861 | 1866 | 1872 | 1876 | 1881 | 1886 | 1891 | 1896 |
| ---- | ---- | ---- | ---- | ---- | ---- | ---- | ---- | ---- |
| 756  | 767  | 763  | 728  | 687  | 823  | 903  | 860  | 889  |

| 1901 | 1906 | 1911 | 1921 | 1926 | 1931 | 1936 | 1946 | 1954 |
| ---- | ---- | ---- | ---- | ---- | ---- | ---- | ---- | ---- |
| 865  | 793  | 711  | 692  | 620  | 605  | 603  | 557  | 333  |

| 1962 | 1968 | 1975 | 1982 | 1990 | 1999 | 2008 | 2013 | 2014 |
| ---- | ---- | ---- | ---- | ---- | ---- | ---- | ---- | ---- |
| 305  | 288  | 247  | 188  | 151  | 150  | 160  | 146  | 144  |

### Manifestations et festivités
- Fête votive. Chaque année, le comité des fêtes du village organise une fête estivale. Celle-ci se déroule autour du 15 août, comme le voulait la tradition et rassemble plusieurs centaines de personnes pendant trois jours. Les jeunes du village prennent très à cœur leurs traditions et essayent de faire évoluer l'événement avec l'air du temps. Cet événement, qui rassemble et unit les familles, est très important pour les chasseradessois.

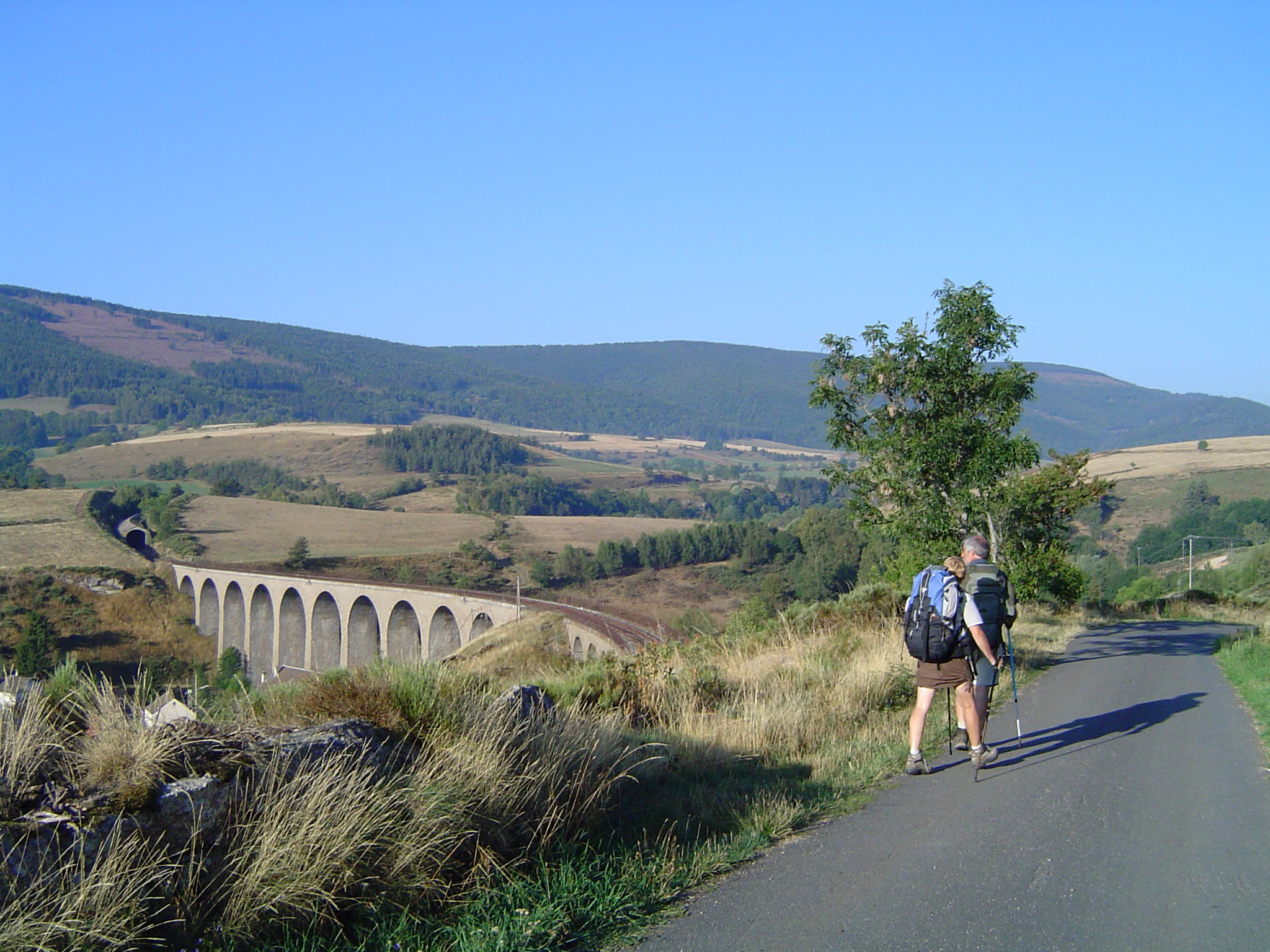
Sur le chemin de Stevenson près du viaduc de Mirandol

## Culture locale et patrimoine

### Lieux et monuments
- L'église Saint-Blaise, de style roman du XIIe siècle classée aux Monuments historiques en 1943.
- Le viaduc de Mirandol, mis en service en 1902, surplombe le village de Mirandol et supporte la ligne ferroviaire du Monastier à La Bastide-Saint-Laurent-les-Bains.

### Personnalités liées à la commune
- Frézal Tardieu (né Jean Pierre Eugène Tardieu, 1814-1871), prêtre catholique, béatifié en 2023[9]
- Marcel Ilpide (1904-1961), coureur cycliste, lanterne rouge du Tour de France 1930
- L'écrivain écossais Robert Louis Stevenson fit étape à Chasseradès le 27 septembre 1878 lors de son périple à travers les Cévennes qu'il relate dans Voyage avec un âne dans les Cévennes (1879). Le chemin de grande randonnée GR 70 retrace ce Chemin de Stevenson.